# Александра Кампбел
Александра Кампбел (на английски: Alexandra Campbell) е британска писателка на бестселъри в жанра чиклит и съвременен романс. Пише и под псевдонима Нина Бел (на английски: Nina Bell).

## Биография и творчество
Александра Кампбел е родена на 25 март 1954 г. в Гибралтар, Великобритания. Баща ѝ е дипломат, поради което прекарва голяма част от детството си в Южна Америка – Перу и Доминиканската република. Там чете всички книги, които успява да намери.
Учи в Бристолския университет. След дипломирането си от 1986 г. работи в Лондон като редактор в списание „She“, в списание „Harpers & Queen“, като главен редактор в Good Housekeeping, е като редактор в Women & Home. От юни 1995 г. започва работа като журналист и писател на свободна практика. Пише за различни вестници и списания като Daily Telegraph, The Independent, The FT‘s How to Spend It и The Times Magazine. Написала е и 6 радиопиеси за „Радио 4“. За своите публикации получава награда за журналистика през 1995 г.
Започва да пише романи помежду работата си като журналист. Първата ѝ книга The Office Party е издадена през 1998 г.
Член и заместник-председател на Асоциацията на жените журналисти. Участва в много семинари и като лектор в курсове по писане.
Александра Кампбел живее със семейството си във Фавершам, Кент.

## Произведения

### Като Александра Кампбел

#### Самостоятелни романи
- The Office Party (1998)
- The Ex-girlfriend (2000)
Флирт за една нощ, изд.: „Унискорп“, София (2005), прев. Цветана Генчева
- The Daisy Chain (2001)
- That Dangerous Age (2002)
- Remember This (2005)

#### Документалистика
- Паскал Бонафукс, Rembrandt: Master of the Portrait (1992) – превод
- Easy Cottage Style: Comfortable Interiors for Country Living (2007) – с Лиз Боуенс
- Thrifty Chic: Interior Style on a Shoestring (2009) – с Лиз Боуенс и Саймън Браун (фотограф)

### Като Нина Бел

#### Самостоятелни романи
- The Inheritance (2008)
- Sisters-in-Law (2009)
- Lovers and Liars (2010)
- The Empty Nesters (2011)